# Танкопруги мунгос
Танкопруги мунгос (лат. Mungotictis decemlineata) је врста сисара из породице мадагаскарских звери или мадагаскарских мунгоса (Eupleridae).

## Распрострањење
Мадагаскар је једино познато природно станиште врсте.

## Станиште
Танкопруги мунгос има станиште на копну.

## Угроженост
Ова врста се сматра рањивом у погледу угрожености врсте од изумирања.

### Популациони тренд
Популациони тренд је за ову врсту непознат.